# فرودگاه دریاچه روند لک (دریاچه ویگمو)
فرودگاه دریاچه روند لک (دریاچه ویگمو) (به انگلیسی: Round Lake (Weagamow Lake) Airport) یک فرودگاه همگانی با کد یاتا ZRJ است که یک باند فرود شن دارد و طول باند آن ۱٬۱۰۱ متر است. این فرودگاه در کشور کانادا قرار دارد و در ارتفاع ۲۹۷ متری از سطح دریا واقع شده است.